# Sci alpino ai XX Giochi olimpici invernali - Supergigante femminile
Tra le competizioni dello sci alpino ai XX Giochi olimpici invernali di Torino 2006 il supergigante femminile si disputò lunedì 20 febbraio a San Sicario Fraiteve di Cesana Torinese; l'austriaca Michaela Dorfmeister vinse la medaglia d'oro, la croata Janica Kostelić quella d'argento e l'austriaca Alexandra Meissnitzer quella di bronzo.
Detentrice uscente del titolo era l'italiana Daniela Ceccarelli, che aveva vinto la gara dei XIX Giochi olimpici invernali di Salt Lake City 2002 disputata sul tracciato di Snowbasin precedendo la Kostelić (medaglia d'argento) e l'italiana Karen Putzer (medaglia di bronzo); la campionessa mondiale in carica era la svedese Anja Pärson, vincitrice a Bormio/Santa Caterina Valfurva 2005 davanti all'italiana Lucia Recchia e alla statunitense Julia Mancuso.

## Risultati
| Pos. | Atleta                     | Nazione             | Tempo   | Distacco |
| ---- | -------------------------- | ------------------- | ------- | -------- |
| 1    | Michaela Dorfmeister       | Austria             | 1:32,47 |          |
| 2    | Janica Kostelić            | Croazia             | 1:32,74 | +0,27    |
| 3    | Alexandra Meissnitzer      | Austria             | 1:33,06 | +0,59    |
| 4    | Kelly VanderBeek           | Canada              | 1:33,09 | +0,62    |
| 5    | Carole Montillet           | Francia             | 1:33,31 | +0,84    |
| 6    | Martina Schild             | Svizzera            | 1:33,33 | +0,86    |
| 7    | Lindsey Vonn               | Stati Uniti         | 1:33,42 | +0,95    |
| 8    | Lucia Recchia              | Italia              | 1:33,48 | +1,01    |
| 9    | Emily Brydon               | Canada              | 1:33,50 | +1,03    |
| 9    | Petra Haltmayr             | Germania            | 1:33,50 | +1,03    |
| 11   | Julia Mancuso              | Stati Uniti         | 1:33,72 | +1,25    |
| 12   | Anja Pärson                | Svezia              | 1:33,88 | +1,41    |
| 13   | Andrea Fischbacher         | Austria             | 1:33,97 | +1,50    |
| 14   | Kirsten Clark              | Stati Uniti         | 1:33,98 | +1,51    |
| 15   | Sylviane Berthod           | Svizzera            | 1:34,00 | +1,53    |
| 16   | Martina Ertl               | Germania            | 1:34,03 | +1,56    |
| 17   | Fränzi Aufdenblatten       | Svizzera            | 1:34,10 | +1,63    |
| 18   | Urška Rabič                | Slovenia            | 1:34,12 | +1,65    |
| 19   | Chemmy Alcott              | Regno Unito         | 1:34,20 | +1,73    |
| 20   | Geneviève Simard           | Canada              | 1:34,38 | +1,91    |
| 21   | Nike Bent                  | Svezia              | 1:34,41 | +1,94    |
| 22   | Janette Hargin             | Svezia              | 1:34,48 | +2,01    |
| 23   | Dagný Kristjánsdóttir      | Islanda             | 1:34,56 | +2,09    |
| 24   | Jessica Lindell Vikarby    | Svezia              | 1:34,78 | +2,31    |
| 25   | Marie Marchand-Arvier      | Francia             | 1:34,82 | +2,35    |
| 26   | Renate Götschl             | Austria             | 1:34,83 | +2,36    |
| 27   | Šárka Záhrobská            | Rep. Ceca           | 1:34,98 | +2,51    |
| 28   | Libby Ludlow               | Stati Uniti         | 1:35,01 | +2,54    |
| 29   | Petra Robnik               | Slovenia            | 1:35,10 | +2,63    |
| 30   | Carolina Ruiz              | Spagna              | 1:35,20 | +2,73    |
| 31   | Daniela Ceccarelli         | Italia              | 1:35,26 | +2,79    |
| 32   | Ingrid Jacquemod           | Francia             | 1:35,28 | +2,81    |
| 33   | Tina Weirather             | Liechtenstein       | 1:35,34 | +2,87    |
| 34   | Sherry Lawrence            | Canada              | 1:35,47 | +3,00    |
| 35   | Nadia Styger               | Svizzera            | 1:35,57 | +3,10    |
| 36   | Lucie Hrstková             | Rep. Ceca           | 1:35,62 | +3,15    |
| 37   | María José Rienda          | Spagna              | 1:36,03 | +3,56    |
| 38   | Nadia Fanchini             | Italia              | 1:36,46 | +3,99    |
| 39   | Tina Maze                  | Slovenia            | 1:36,64 | +4,17    |
| 40   | Nika Fleiss                | Croazia             | 1:36,65 | +4,18    |
| 41   | Alexandra Coletti          | Monaco              | 1:37,02 | +4,55    |
| 42   | Olesja Alieva              | Russia              | 1:37,12 | +4,65    |
| 43   | Jelena Lolović             | Serbia e Montenegro | 1:37,45 | +4,98    |
| 44   | Soňa Maculová              | Slovacchia          | 1:37,87 | +5,40    |
| 45   | Ana Drev                   | Slovenia            | 1:37,92 | +5,45    |
| 46   | Chirine Njeim              | Libano              | 1:37,93 | +5,46    |
| 47   | María Belén Simari Birkner | Argentina           | 1:38,02 | +5,55    |
| 48   | Jana Gantnerová            | Slovacchia          | 1:38,40 | +5,93    |
| 49   | Leyre Morlans              | Spagna              | 1:38,53 | +6,06    |
| 50   | Macarena Benvenuto         | Cile                | 1:41,52 | +9,05    |
| 51   | Christelle Laura Douibi    | Algeria             | 1:43,54 | +11,07   |
|      | Elena Fanchini             | Italia              | DNF     | DNF      |
|      | Daniela Anguita            | Cile                | DNF     | DNF      |
|      | Eva Hučková                | Slovacchia          | DSQ     | DSQ      |
|      | Macarena Simari Birkner    | Argentina           | DNS     | DNS      |
|      | Kirsten McGarry            | Irlanda             | DNS     | DNS      |

Legenda:

DNF = prova non completata

DSQ = squalificata

DNS = non partita

Pos. = posizione

Ore: 14.45 (UTC+1)

Pista: Fraiteve Olympique

Partenza: 2 286 m s.l.m.

Arrivo: 1 738 m s.l.m.

Lunghezza: 2 331 m

Dislivello: 548 m

Porte: 37

Tracciatore: Jürgen Graller (Austria)